# Bironides
Bironides is een geslacht van libellen (Odonata) uit de familie van de korenbouten (Libellulidae).

## Soorten
Bironides omvat 4 soorten:
- Bironides glochidion Lieftinck, 1963
- Bironides liesthes Lieftinck, 1937
- Bironides superstes Förster, 1903
- Bironides teuchestes Lieftinck, 1933